# Franz von Weyrother
Franz von Weyrother (Vienna, 1755 – Vienna, 16 febbraio 1806) è stato un generale austriaco durante le guerre rivoluzionarie francesi e le guerre napoleoniche. Fu lui a pianificare il disastroso piano d'attacco della battaglia di Austerlitz, nella quale Napoleone sbaragliò gli eserciti di Austria e Russia.

## Biografia

### Carriera
Franz von Weyrother nacque a Vienna, figlio del generale di cavalleria Adam von Weyrother. Dopo gli studi all'accademia di ingegneria militare, nel 1775 entrò nel 22º reggimento di fanteria del maresciallo Franz Moritz von Lacy come cadetto. Fu promosso al grado di tenente due anni dopo. Nell'agosto 1778 fu nominato aiutante di campo di Wenzel Colloredo, carica che ricoprì sino al 1783.
Partecipò alle guerre austro-turche tra il 1787 e il 1791, dove fu agli ordini del maresciallo Philip George Browne, guadagnandosi nell'occasione il grado di capitano. Durante la prima fase della guerra della prima coalizione, serviva a Magonza. Promosso al grado di maggiore nel 1795, fu ferito a Weisenau. Dopo che si fu ristabilito, fu inviato nell'esercito del Reno sotto l'arciduca Carlo. Nel 1795 venne nominato cavaliere dell'Ordine Militare di Maria Teresa.

### In Italia e in Baviera
Nel settembre 1796, venne trasferito in Italia settentrionale, sotto il feldmaresciallo Dagobert von Würmser. Fu lui che preparò il piano della battaglia di Bassano il 6 novembre 1796, che costrinse i francesi a lasciare il Brenta e ritirarsi a Verona. Fu poi promosso tenente colonnello. In seguito fece parte del personale del feldzeugmeister József Alvinczi. In tale veste contribuì a pianificare la campagna che si concluse con una sconfitta, ad opera di Napoleone Bonaparte, nella battaglia di Arcole.
Il suo piano per la battaglia di Rivoli prevedeva tre blocchi ben distinti, due di una forze impressionante e una irrealistica colonna di accompagnamento alla marcia attraverso le montagne in pieno gennaio. Rivoli si concluse con una decisiva sconfitta austriaca e la conseguente resa della città fortificata di Mantova.
Durante la campagna del 1799 servì come capo di stato maggiore dell'esercito d'Italia ed aiutante generale del feldzeugmeister Pál Kray, si distinse a Legnago il 26 marzo, a Magnano il 5 aprile e a Novi il 15 agosto. Fu ufficiale di collegamento con il generale russo Alexander Suvorov, per il quale organizzò il percorso della leggendaria marcia alpina attraverso il San Gottardo. Suvorov lo menzionò nelle sue lettere all'imperatore Francesco II, che lo promosse colonnello e lo pose al comando del 7º Reggimento di Fanteria.
Nell'autunno del 1800, in seguito alla nomina di comandante dell'esercito di Baviera del diciottenne arciduca Giovanni d'Austria, fu nominato suo capo di stato maggiore.
Credendo che l'esercito di Jean Moreau fosse in ritirata, organizzò un inseguimento aggressivo attraverso terreni boscosi con quattro colonne che non si davano reciproco sostegno. Invece Moreau organizzò un agguato, attaccando l'esercito austriaco sul suo fianco sinistro. La battaglia che ne nacque fu detta di Hohenlinden e si rivelò una catastrofe per gli austriaci, mettendo fine alle guerre della seconda coalizione. Partecipò ai negoziati di pace come consulente militare del ministro Cobenzl.

### Guerre napoleoniche
Quando scoppiarono le guerre della terza coalizione, fu promosso maggiore generale e, su richiesta del principe Michail Kutuzov, fu nominato capo di stato maggiore dell'esercito austro-russo. In questa veste fu l'ideatore del piano austro-russo per la battaglia di Austerlitz. La battaglia fu il più grande successo di Napoleone. Due mesi e mezzo dopo la sconfitta di Austerlitz, morì a Vienna all'età di 51 anni.